# Bornheimer Depot

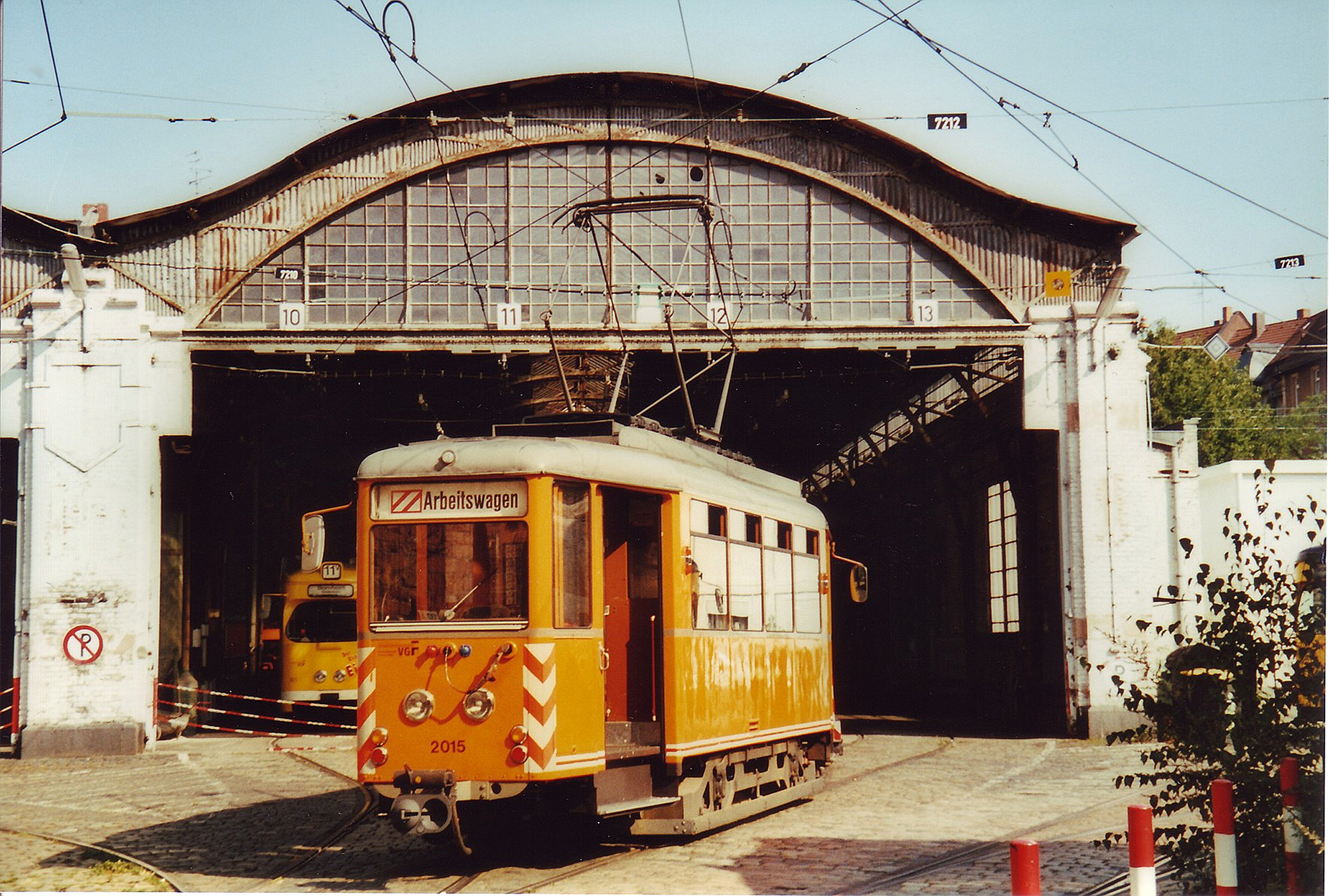
Das Bornheimer Depot im Jahr 2001

Das Bornheimer Depot (auch: Wagenhalle Bornheim, früher: Betriebshof Bornheim) war von 1902 bis 2003 ein Depot der Frankfurter Straßenbahn im Stadtteil Bornheim. Unmittelbar vor dem Depot befand sich die Haltestelle „Heidestraße“, die inzwischen ebenfalls aufgelassen wurde.

## Geschichte des Betriebs

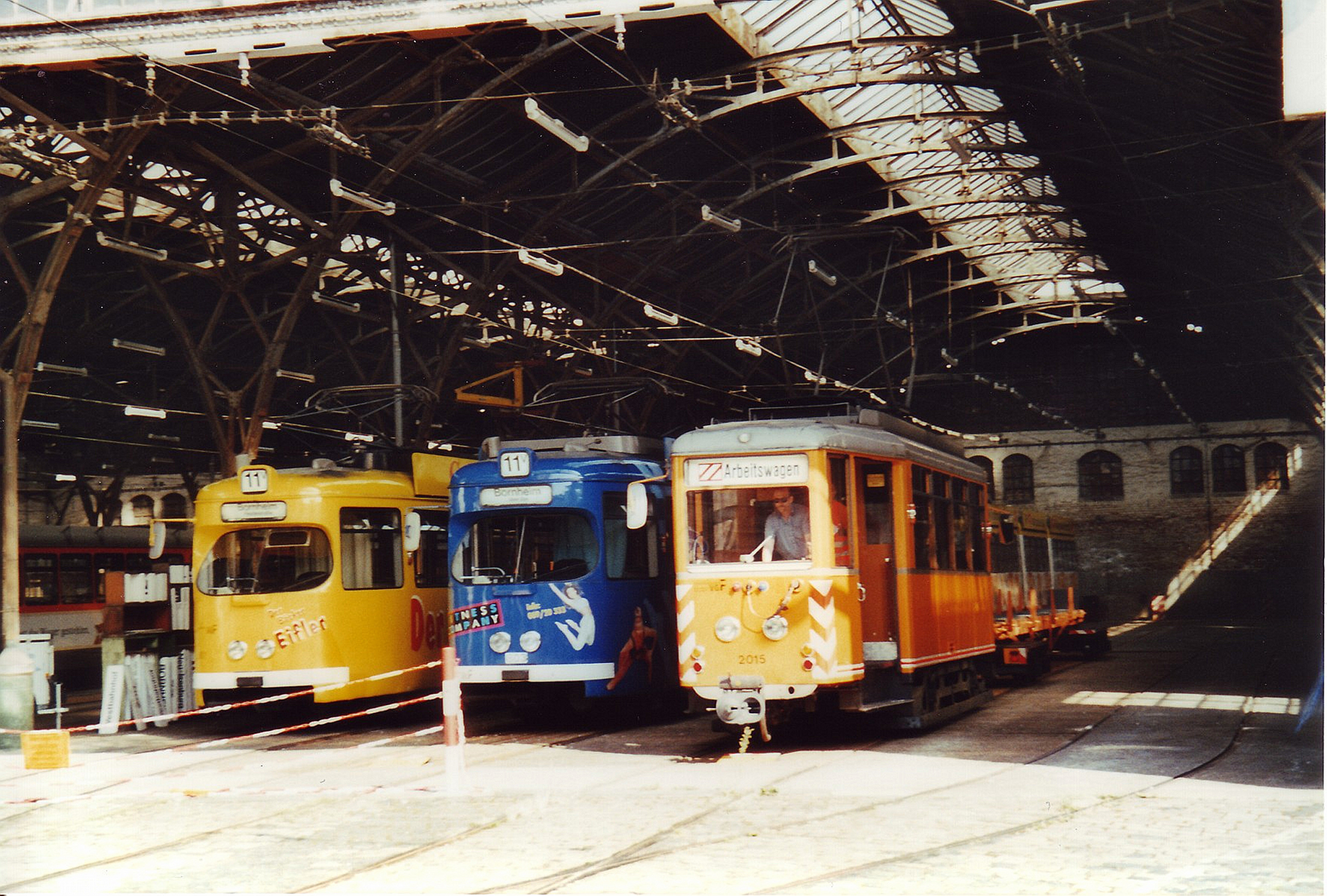
Hallengleise 10–13 des Bornheimer Depots 2001

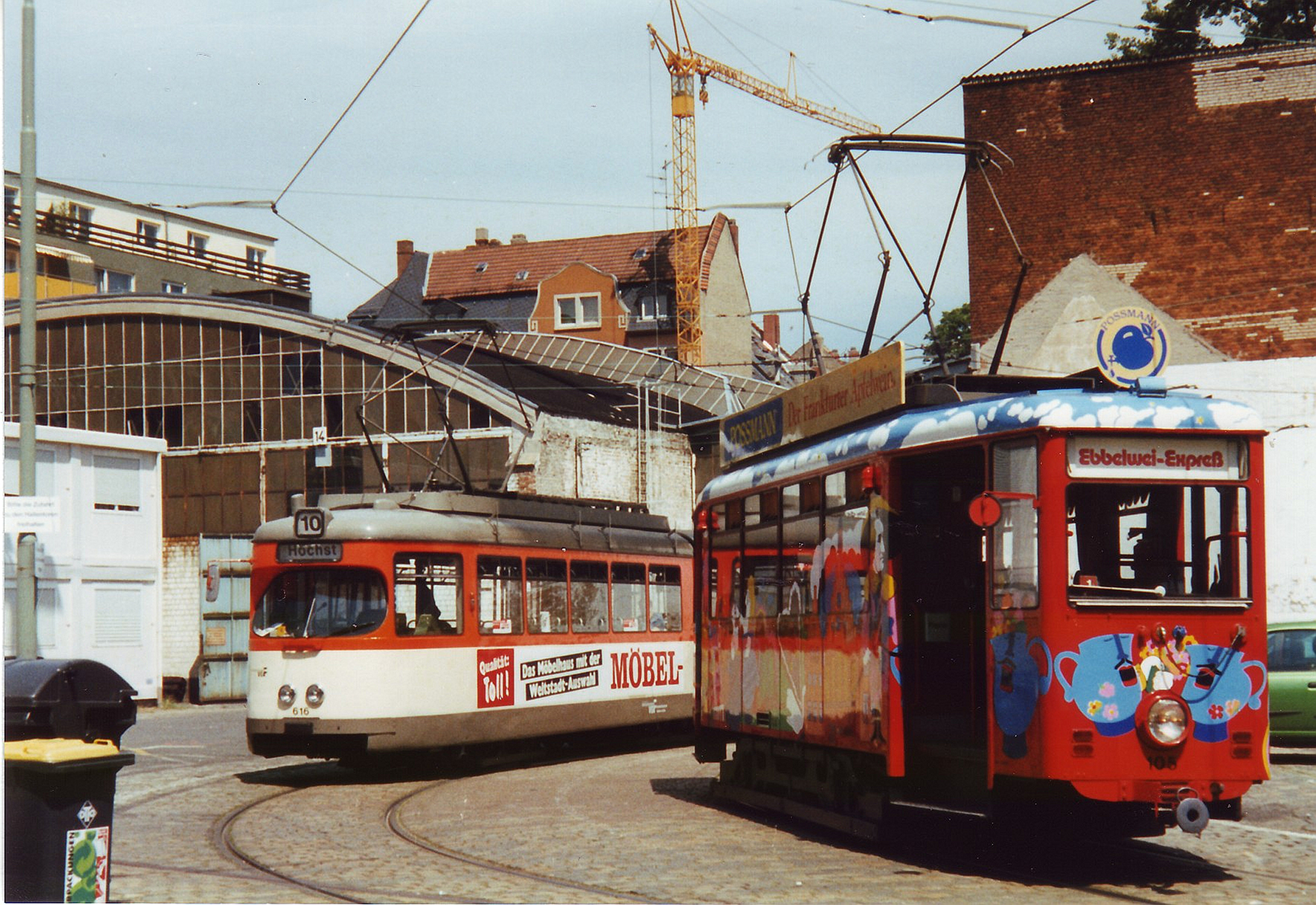
Wendeschleife des Bornheimer Depots 1998

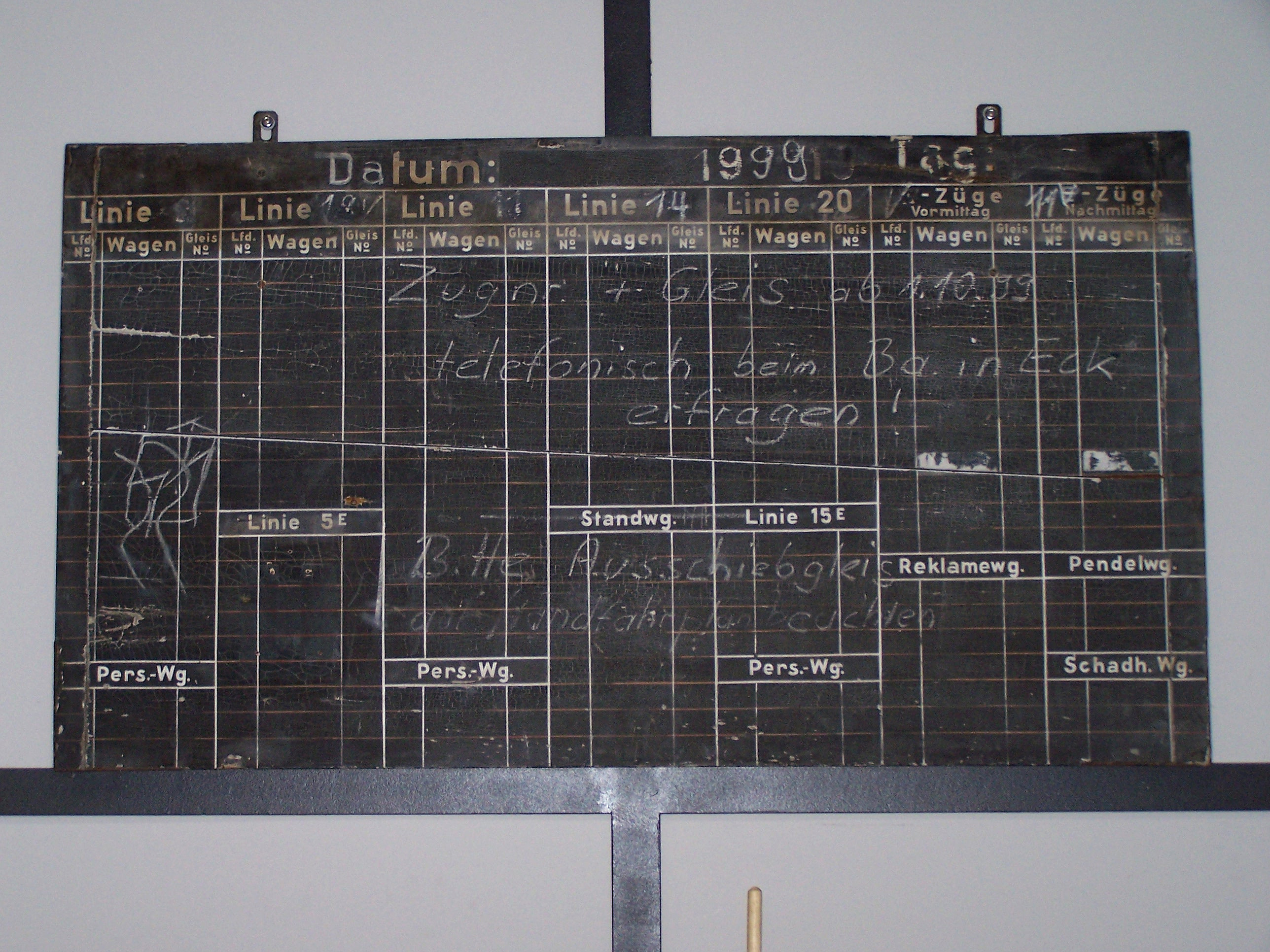
Planungstafel des Bornheimer Depots 2009 im Supermarkt

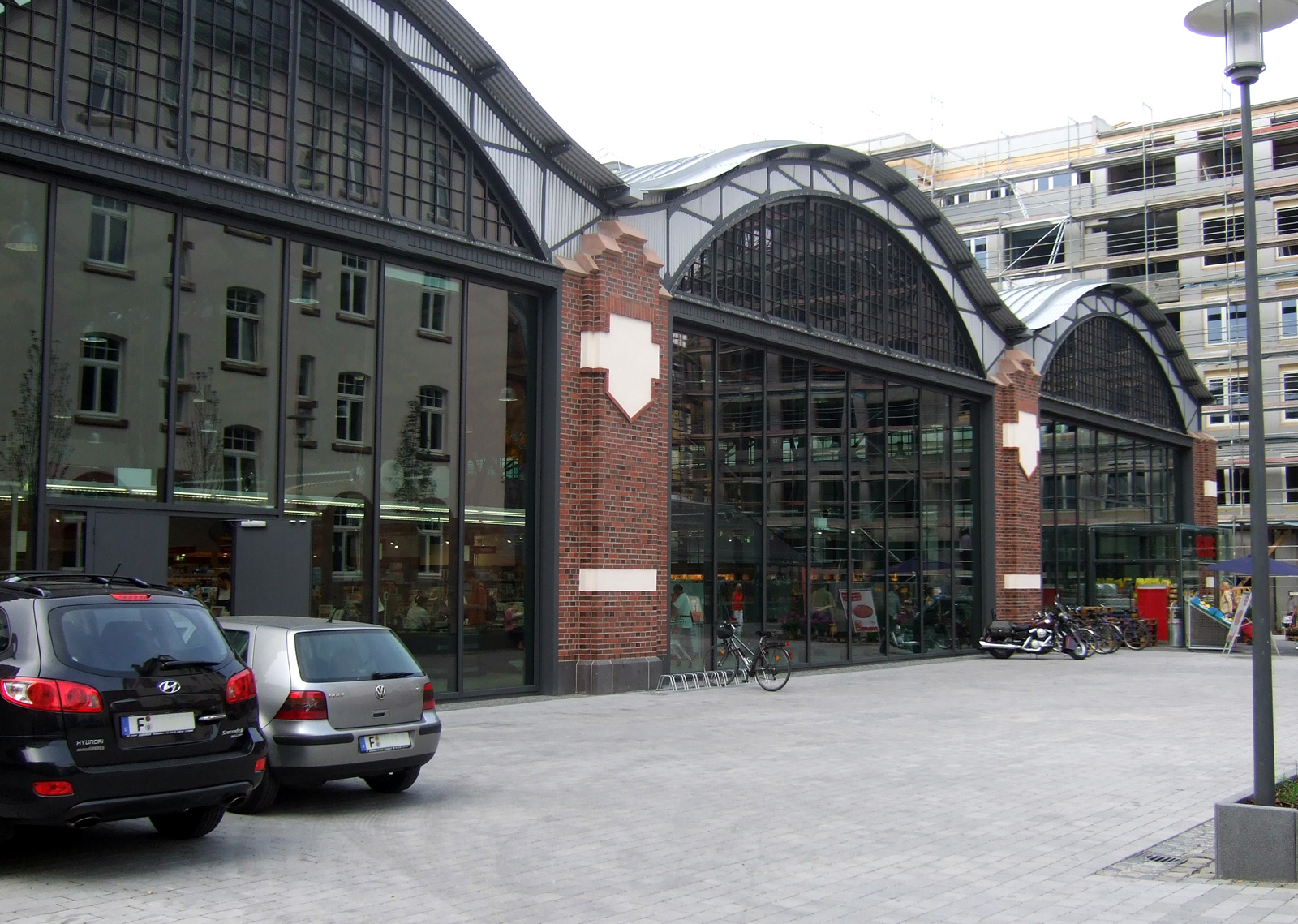
Das ehemalige Bornheimer Depot im Mai 2008

Die Städtische Straßenbahn Frankfurt am Main erbaute das Depot in der Heidestraße 137, um ein 1879 eröffnetes und 1900 geschlossenes Pferdebahndepot der Frankfurter Trambahn-Gesellschaft in der Berger Straße 228 zu ersetzen, da dieses nicht für die elektrische Straßenbahnen genutzt werden konnte. In dem zu dem Depotgelände gehörenden Wohnhaus richtete die Straßenbahn Frankfurt am Main im Erdgeschoss eine Bahnhofsverwaltung ein. Das Bornheimer Depot wurde am 4. April 1902 dem Verkehr übergeben. Es umfasste dreizehn Abstellgleise für 100 Trieb- und Beiwagen. Die Gleise zwei bis dreizehn befanden sich in den Hallen und das Gleis eins im Freigelände.
In den Jahren 1903 und 1907 wurde das Depot erweitert. Hierbei wurde ein vierzehntes Hallengleis, wo Platz für einen Wagen war, angelegt sowie weitere seitlich angeordnete Hallen mit den Gleisen 15 bis 33. Das vierzehnte Gleis fiel kurze Zeit später wieder weg und die Gleise 15 bis 33 erhielten die Nummern 14 bis 32.
Im Zweiten Weltkrieg wurde das Depot während der Luftangriffe auf Frankfurt am Main mehrfach von Fliegerbomben getroffen und schwer beschädigt. Angehörige der Wehrmacht sorgten nach den Bombenangriffen für eine baldige Wiederherstellung der Depotanlagen. Während der Betriebsunterbrechungen wurde ein Schienenersatzverkehr mit Omnibussen eingerichtet. Die Depothallen wurden bis 1952 wieder aufgebaut. Das Grundstück auf dem die ebenfalls im Krieg zerstörte Turnhalle der Turngemeinde Bornheim in der Gronauer Straße stand, wurde Bestandteil des Depotgeländes.
In Straßenbahnerkreisen wurde das Bornheimer Depot bis in die 1950er Jahre auch als kadolisches Debbo (Frankfurter Mundart) bezeichnet, da ein Großteil der Mitglieder der Katholischen Arbeitnehmer-Bewegung in Bornheim Mitarbeiter des Städtischen Fuhrparks oder des Bornheimer Straßenbahndepots waren.
1971 wurde das Depot stark umgebaut. Dabei wurde eine zweigleisige Wendeschleife für die damaligen Straßenbahnlinien 10 nach Höchst und 20 nach Bergen auf dem Gelände angelegt, da sie wegen des Baus der Strecke der Linie U4 eine neue Wendemöglichkeit brauchten. Der Bau der Wendeschleife setzte den Abbruch der Wagenhallen mit den Gleisen 21 bis 32 voraus. Die Gleise 14 bis 19 wurden anschließend von der Bahnbauabteilung und nicht mehr für Wagen des Personenverkehrs genutzt.
Ab dem 1. August 1971 war das Depot Bornheim nur noch eine Außenstelle des Depots Eckenheim. Deshalb wurden in Bornheim keine Reparaturen mehr an den Fahrzeugen durchgeführt. Diese wurden jetzt in Eckenheim durchgeführt. Die Linie 18, die in Bornheim startete, wurde von Personal des Depots Gutleut betrieben. Zuletzt diente die Wendeschleife des Bornheimer Depots auch als Endhaltestelle des Ebbelwei-Expreß.

## Stilllegung und Gegenwart

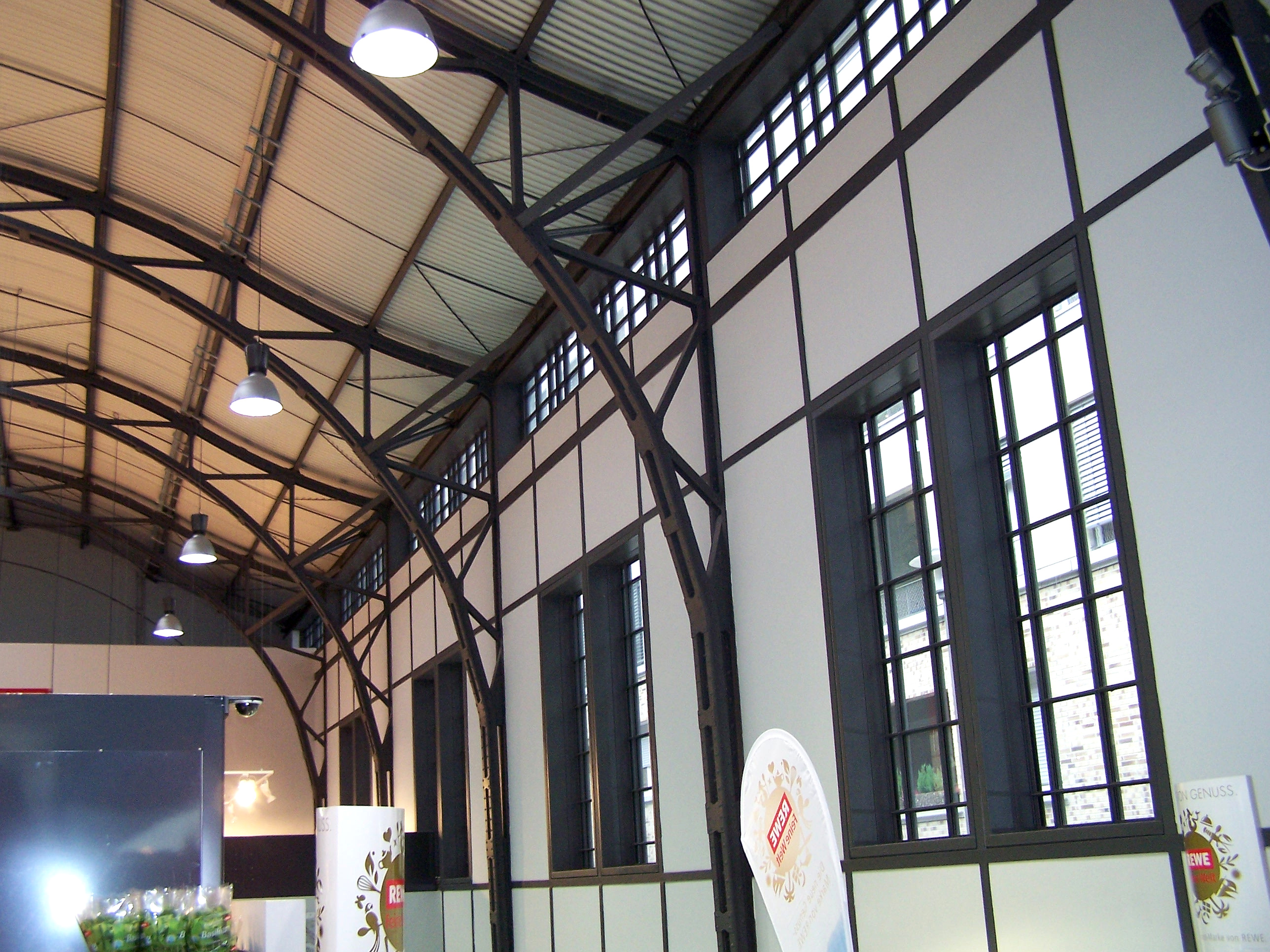
Östliche Hallenwand von innen im Dezember 2009

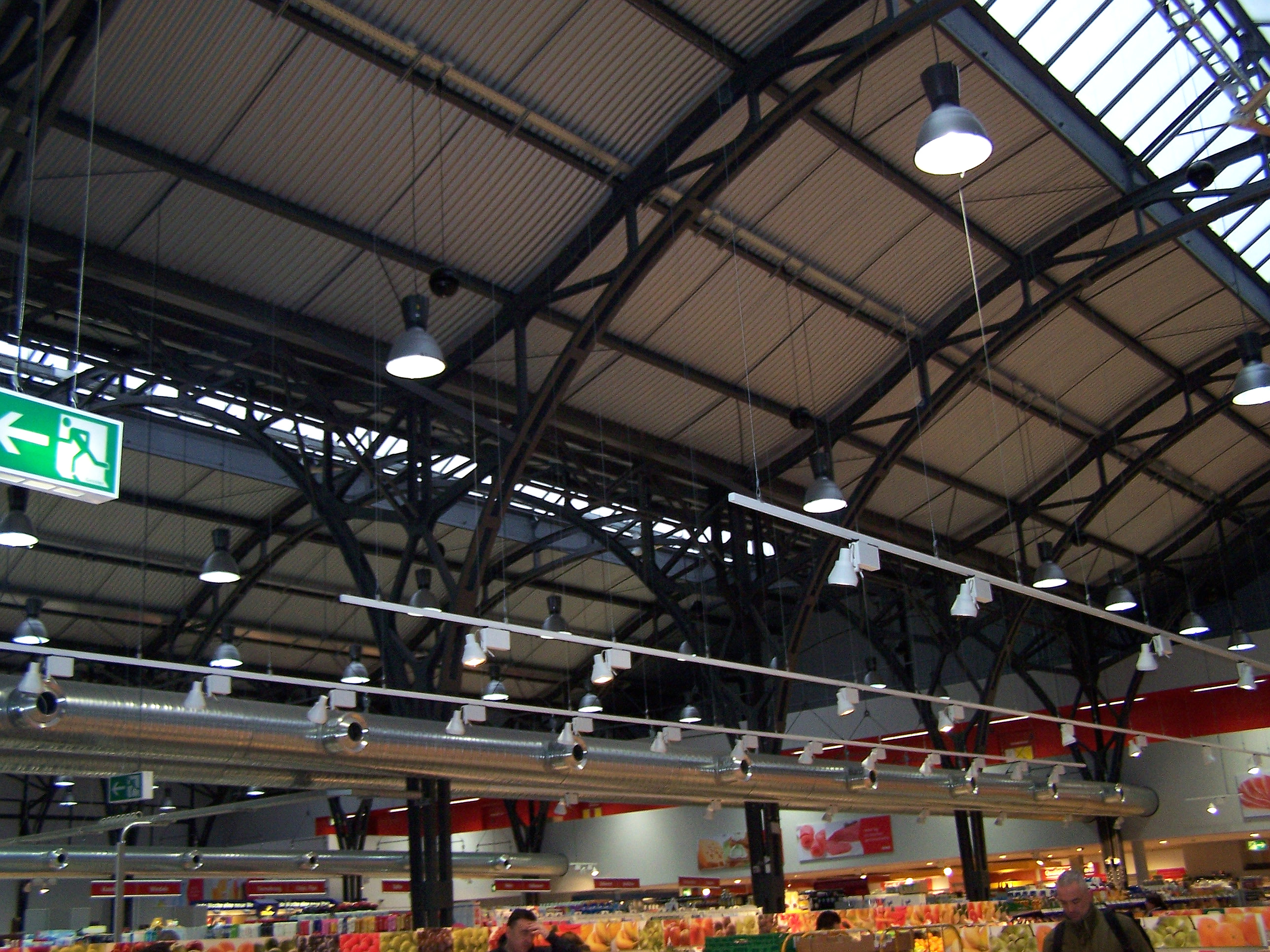
Konstruktion der Hallendecke im Dezember 2009

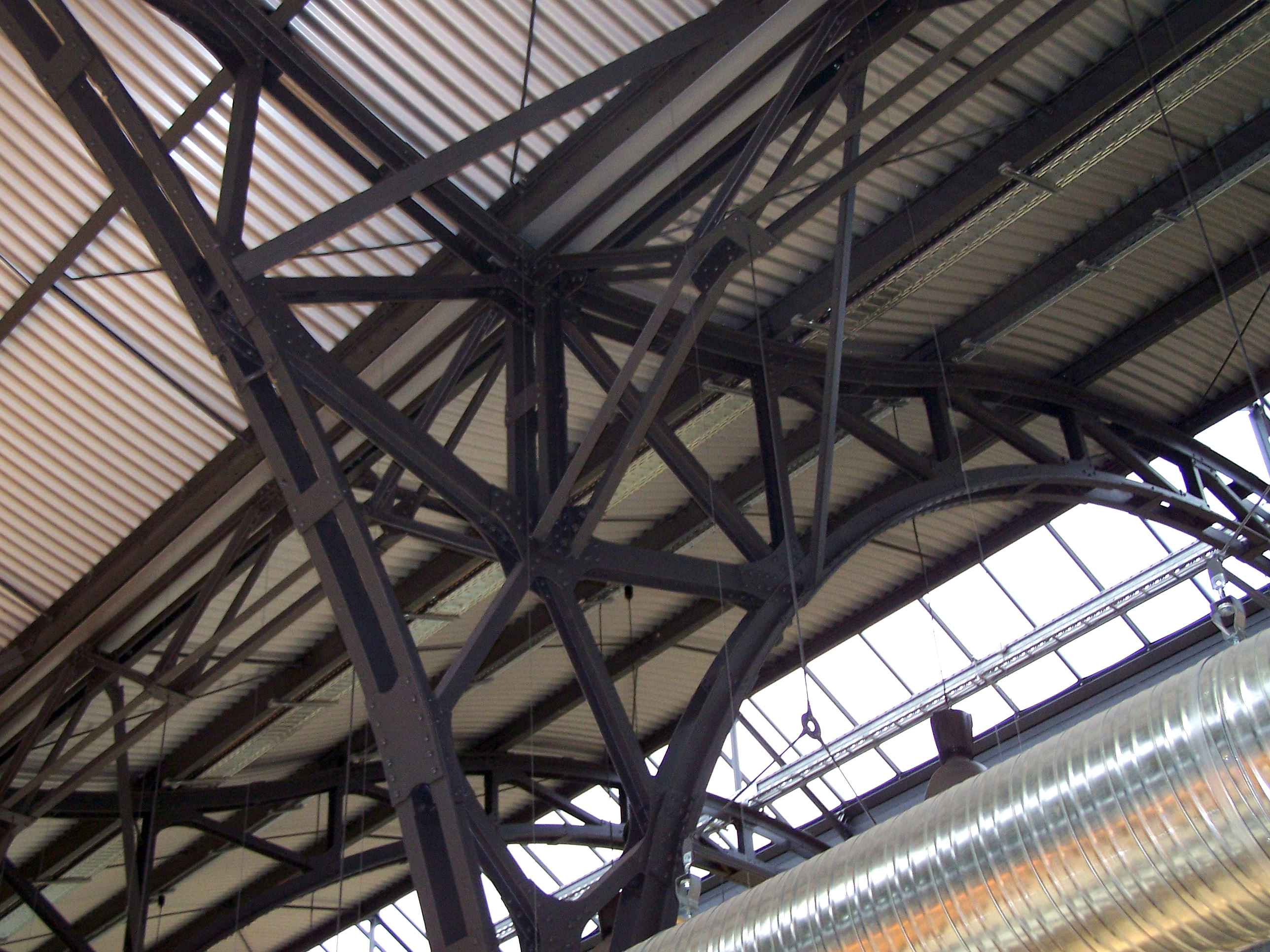
Stahlträger der Dachkonstruktion

Die Jubiläumsfeier aus Anlass des 25-jährigen Bestehens des Ebbelwei-Expreß fand 2002 im Bornheimer Depot statt. 2003 wurde das Depot gleichzeitig mit dem Sachsenhäuser Depot von der VGF  geschlossen und durch den Betriebshof Ost ersetzt. Trotzdem wurden die beiden ersten Fahrzeuge der neuen Baureihe S  am 17. Oktober 2003 in Frankfurt-Bornheim präsentiert. Dafür wurde die bereits demontierte Oberleitung auf einem Gleis wiederhergestellt.
Nach der Präsentation des S-Wagens wurden die Anlagen endgültig stillgelegt, die Oberleitungen aufgefädelt und die Weichenzungen verschweißt. Die ABG Frankfurt Holding bebaute das Gelände mit Wohnhäusern im Passivhauswohnstandard, die im Sommer 2009 fertiggestellt wurden.
Unter dem ehemaligen Depotgelände entstand eine Tiefgarage. Dafür waren umfangreiche Tiefbauarbeiten nötig. Ein Großteil der Bebauung des Geländes wurde dafür im Jahre 2006 abgetragen. Die demontierten Stahlträger der Hauptwagenhalle wurden zum Sandstrahlen abtransportiert und – wo nötig – ausgebessert. Nach Abschluss der Tiefbauarbeiten wurden drei Schiffe der Hauptwagenhalle wieder aufgebaut. In ihnen befindet sich seit Ende April 2008 ein REWE-Supermarkt.
Das Wohnhaus, auf dem sich nach wie vor eine Antenne des Betriebsfunks der VGF befindet, war in einem guten Zustand, so dass nur das Dach und die einzelnen Wohnungen erneuert werden mussten. Das alte Toiletten-Häuschen für die Fahrer und Schaffner wurde, genau wie die Wagenhallen, wegen der Tiefbauarbeiten abgetragen und wurde nach deren Abschluss wieder aufgebaut. In ihm befand sich zwischenzeitlich eine Filiale der Glockenbäckerei.
Die nahe gelegene Wendeschleife am Prüfling wurde im Juni 2007 stillgelegt und die Oberleitung fast vollständig entfernt. 2008 war zeitweise noch die Nutzung als Stumpfgleis möglich, bis die ehemalige Wendeschleife durch Ausbau der Weichen vom Schienennetz getrennt wurde. Grund für die Aufgabe der Wendeschleife war der Bau einer Zufahrt zu der 2009 unter dem Rosengärtchen gebauten Tiefgarage des Bethanien-Hospitals am Prüfling.
Um bei Betriebsstörungen oder Streckenunterbrechungen durch Bauarbeiten trotzdem flexibel zu sein, wurde ein einfacher Gleiswechsel in der Burgstraße installiert, der die Nutzung der Haltestelle Burgstraße für die Linie 12 auch als Endhaltestelle möglich macht. Diese Möglichkeit wurde im Sommer 2009 im Rahmen der Bauarbeiten der Stadt Frankfurt für die Umgestaltung des Neebplatzes genutzt. Im Rahmen der Umgestaltung wurden auch die alten Zufahrtsgleise zum Depot und zur Wendeschleife entfernt.